# Rio Covurlui
O Rio Covurlui é um rio da Romênia, afluente do Chineja, localizado no distrito de Galaţi.